# Centrum (Nijkerk)
Centrum is een wijk die het centrum van de Gelderse stad Nijkerk beslaat.
De wijk biedt zowel woon- als winkelruimte. Het woongedeelte ligt ten oosten van de route Frieswijkstraat/ Krudopstraat/ Coltoflaan/ Molenweg/ Van Reenenpark/ Vetkamp en ten westen van daarvan is het winkelgedeelte. Het is het oudste gedeelte van Nijkerk, hier staat ook de Grote Kerk. Aan oostzijde van de wijk ligt Station Nijkerk.
Het Plein, het centrale plein van Nijkerk bevindt zich hier. Aan het Plein zijn verschillende eetgelegenheden, onder andere in het voormalige Waaggebouw. Verder zijn er winkels van Hema, Scapino, Van der Goot opticiens, Van der Goot juweliers, boekhandel Roodbeen, Etos, Optiek Verkerk en Verhoog Muziek.
Bij het Vetkamp is het Molenplein waaronder  een grote parkeergarage is gebouwd. Ook aan dit plein zijn eetgelegenheden en winkels. De na een brand niet meer complete molen is bij een renovatie rond de eeuwwisseling afgebroken. De Eierhal van Nijkerk onderging hetzelfde lot, maar is in de nabijheid herbouwd waarbij het dak opnieuw gebruikt is. Bij dezelfde renovatie van het gebied werd het het voormalige politiebureau aan het Van Reenenpark verbouwd tot woningen. Dit ooit als marechausseekazerne gebouwd pand is geplaatst op de  lijst van gemeentelijke monumenten.
Bij de rotonde Frieswijkstraat ligt een derde plein, het Wheemplein. Het is genoemd naar de er staande oude pastorie. Ook hier is een parkeergarage.

## Grenzen
De wijk grenst aan de andere wijken Bruins Slotlaan, Hazeveld, Luxool, Beulekamp, Rensselaer en Schulpkamp. De grenzen van de wijk liggen vanaf rotonde Vrijheidslaan richting het oosten naar de Oranjelaan, Vetkamp (N798) en gaat over in de Oranjelaan. Aan de oostkant ligt de grens bij de Centraalspoorweg. Vanaf de rotonde Vrijheidslaan richting het westen via de Torenstraat naar de Callenbachstraat en volgt de N798.

## Herinrichting
Veel wegen in het centrum zijn vanaf de jaren 2010 vernieuwd. In 2016 kwam hiervoor het plan 'Aantrekkelijk Nijkerk'. Het doel van dit plan was onder meer het verbeteren van de beleving van het centrum door hem zoveel mogelijk autovrij te maken, verkeersveiligheid van de binnenring te
vergroten en bereikbaarheid met de fiets verbeteren. In 2017 werd het plan voor de herinrichting van het van Reenenpark goedgekeurd. Er kwam nieuwe bestrating, verlichting en wandelroutes. Het asfalt werd vervangen door klinkers. De weg is een eenrichtingsweg geworden. Bij de herinrichting van de Callenbachstraat en Torenstraat werd de breedte van de weg aan te passen de verkeersveiligheid voor fietsers verbeterd.
 Ook de Spoorstraat kreeg een ander uiterlijk. De bestrating werd gelijkgemaakt met andere projecten in en rond het centrum. Ook hier werd het asfalt vervangen door klinkers.
 In 2019 werd begonnen met de herinrichting van de Kloosterstraat, Catharinastraat, Kleterstraat, Brede Beek, Voerstlaantje, Verlaat en Langestraat. In 2023 is de renovatie van het Plein gereed: een nieuwe bestrating en belichting, verdwenen zijn de pomp en muziektent en de Van Kluijvelantaarn. De Breede Beek is niet veranderd. Door het hele centrum is tevens nieuwe bewegwijzering geplaatst voor voetgangers.  In 2024 volgde de volgende fase, waarin de herinrichting van de Vrijheidslaan werd aangepakt.

## Fotogalerij

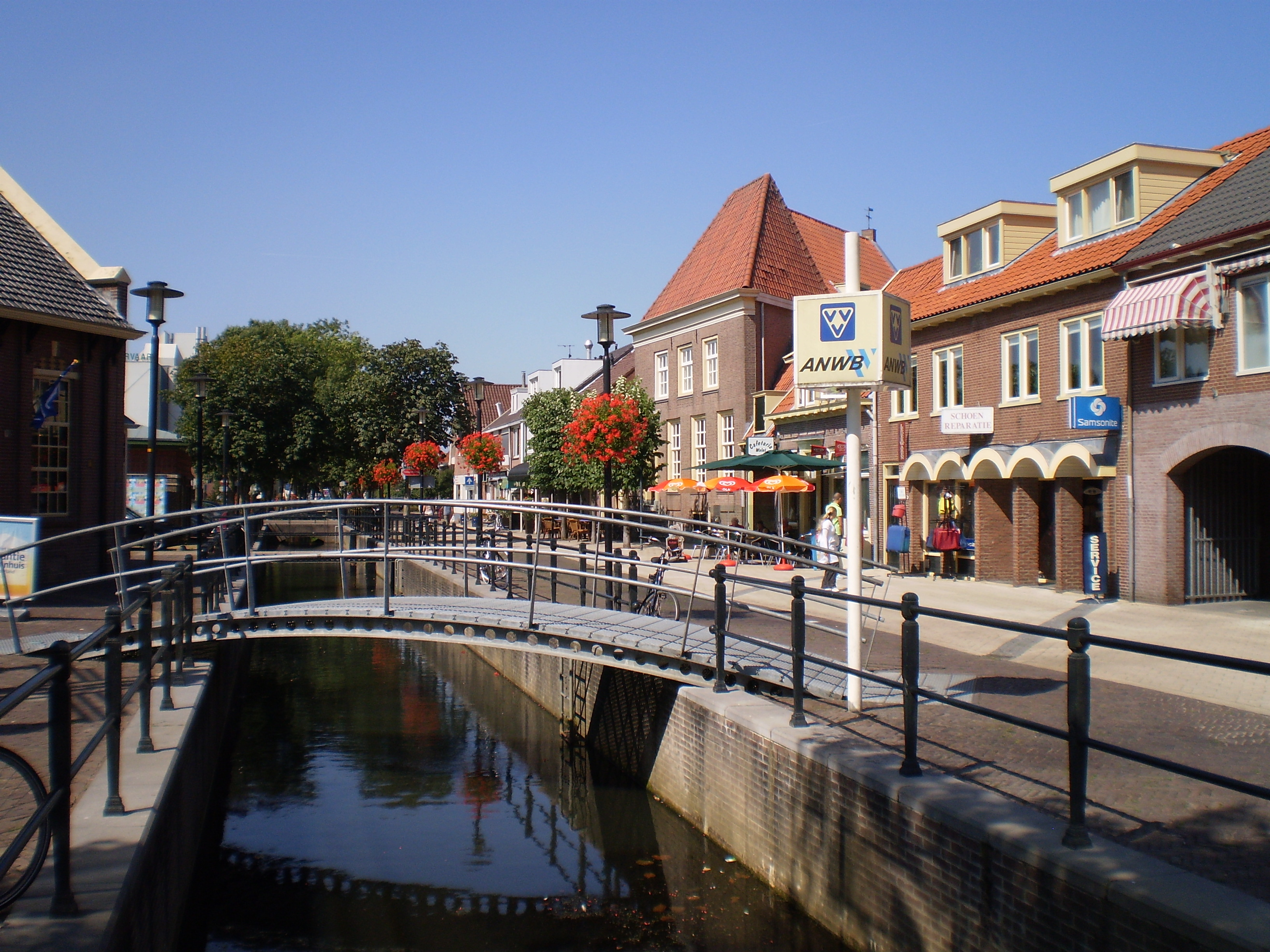
Gracht Nijkerk
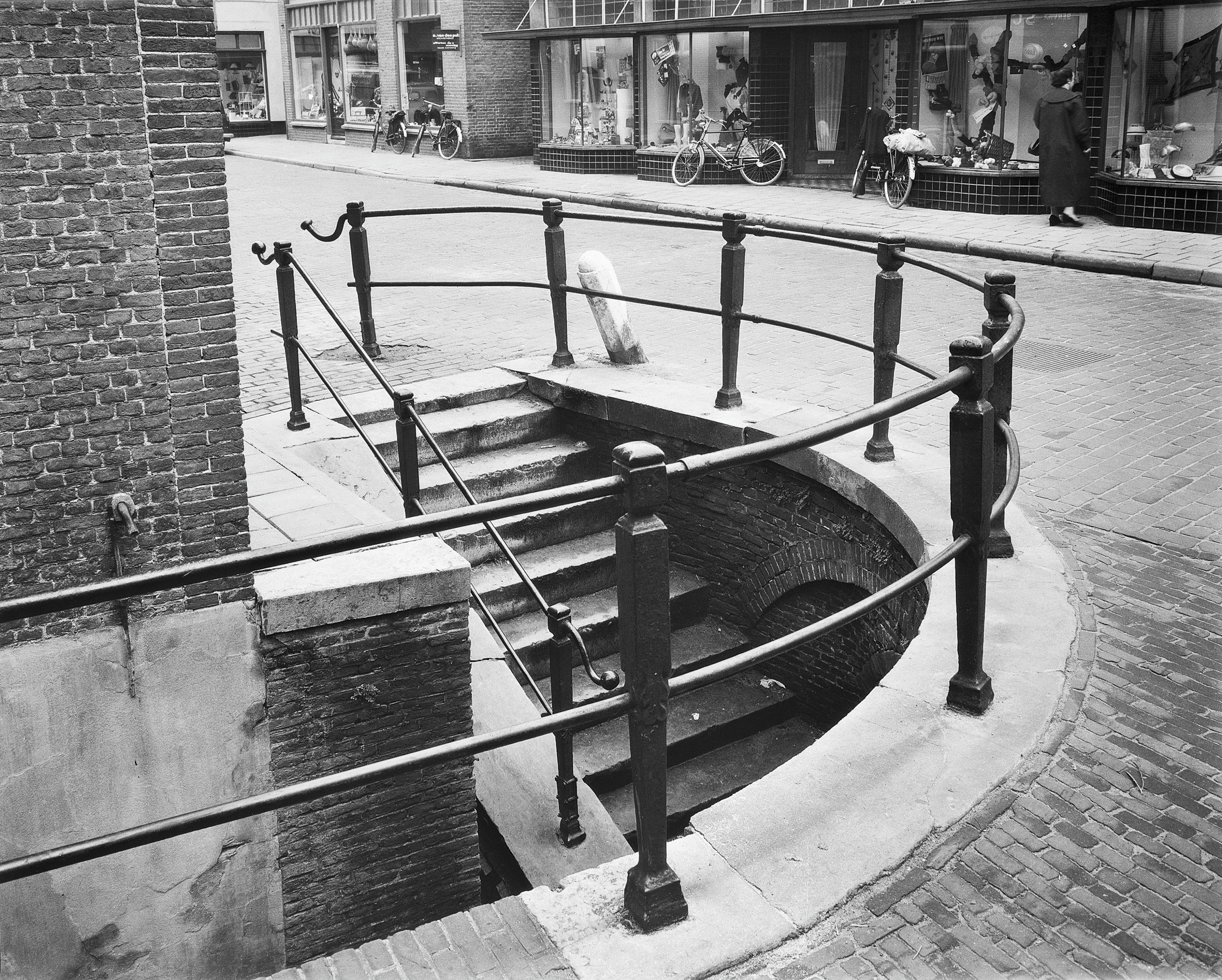
Oude foto Langestraat/Brede Beek
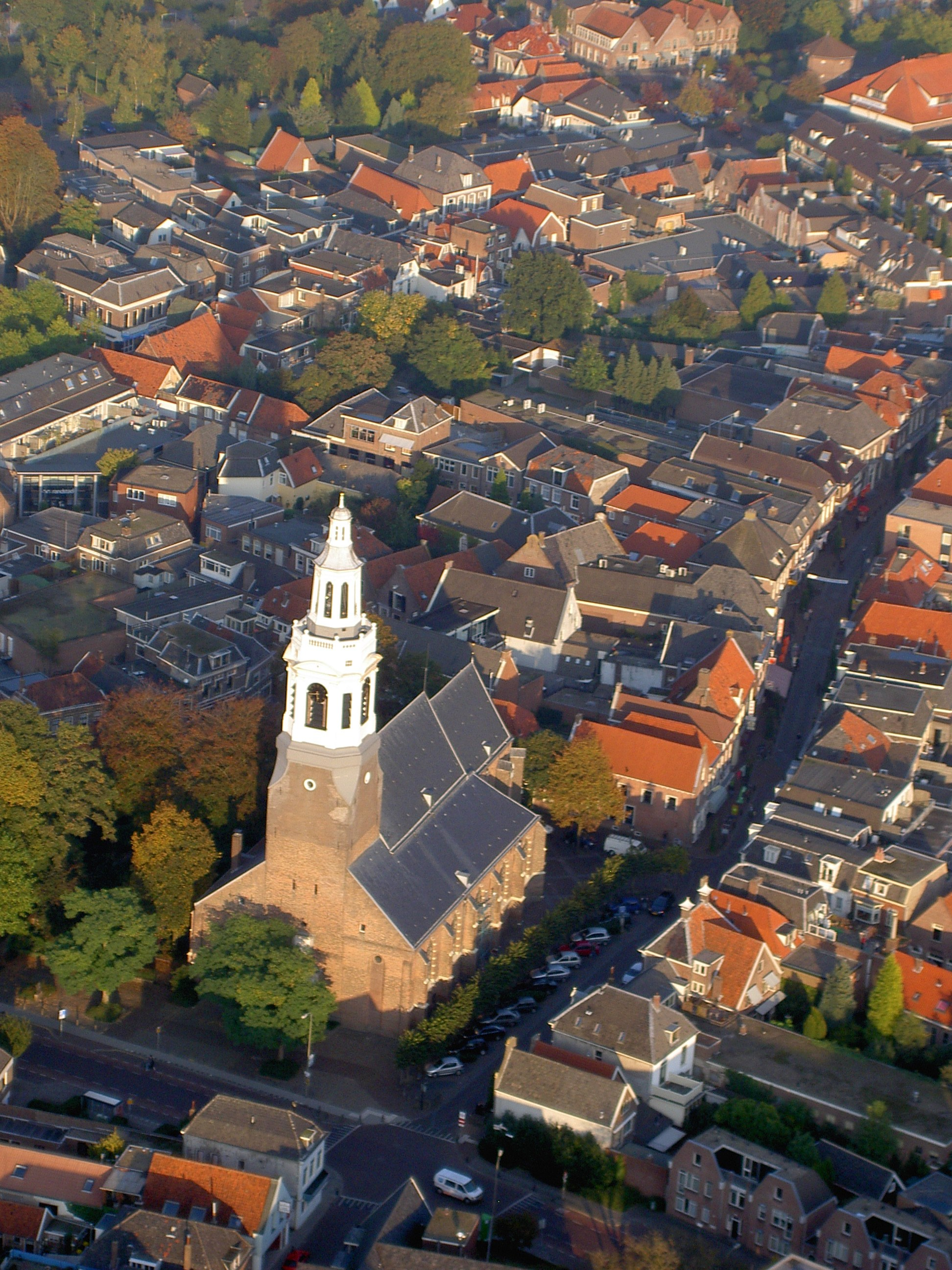
Centrum van bovenaf gezien
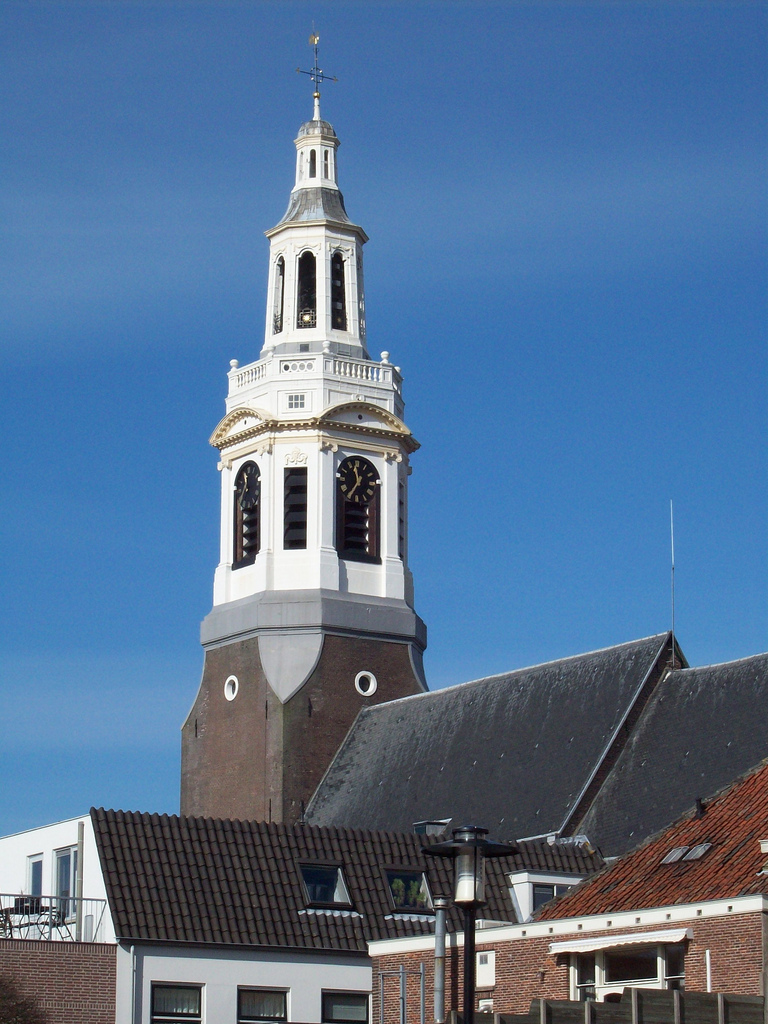
De toren van de Grote Kerk

Centrum · Schulpkamp · Rensselaer · Paasbos · Strijland · Beulekamp · Luxool · Hazeveld · Bruins Slotlaan · Corlaer · Groot Corlaer (Boerderijakkers · De Kamers) · De Bogen · De Terrassen · Doornsteeg · Het Spaanse Leger

Bedrijventerreinen:
Arkervaart · Watergoor · Spoorkamp · De Flier